# Autobahnkreuz Kiel-West
Das Autobahnkreuz Kiel-West (Abkürzung: AK Kiel-West; Kurzform: Kreuz Kiel-West) ist ein Autobahnkreuz in Kiel. Es verbindet die Bundesautobahn 210 (Rendsburg – Kiel) mit der Bundesautobahn 215 (Kiel – Bordesholm) und somit die Landeshauptstadt Schleswig-Holsteins mit der Bundesautobahn 7.

## Geografie
Das Autobahnkreuz liegt auf dem Stadtgebiet von Kiel, genauer gesagt im Stadtteil Russee. Umliegende Stadtteile bzw. Gemeinden sind Kiel-Mettenhof, Melsdorf und Mielkendorf. Es befindet sich etwa 5 km westlich der Kieler Innenstadt, etwa 85 km nördlich von Hamburg und etwa 25 km östlich von Rendsburg.
Unmittelbar nördlich verläuft die Bahnstrecke Kiel-Hassee–Osterrönfeld, welche die A 215 über- bzw. den Mettenhofzubringer unterquert.
Das Autobahnkreuz Kiel-West trägt auf der A 210 die Anschlussstellennummer 7, auf der A 215 die Nummer 3.

## Bauform und Ausbauzustand
Beide Autobahnen sowie der Mettenhofzubringer sind vierstreifig ausgebaut. Die Verbindungsrampen der Relation von der A 210 in Richtung Süden und umgekehrt sowie von der A 210 nach Mettenhof sind einspurig, die restlichen Rampen sind zweispurig ausgeführt.
Das Verkehrsbauwerk wurde als Variation des Kleeblatts mit halbdirekter Rampe angelegt. Diese spezielle Bauform ist auf die Lage und Baugeschichte zurückzuführen: Die A 215 wurde bereits 1972 anlässlich der Olympischen Sommerspiele errichtet, während die A 210 erst Mitte der 1980er Jahre gebaut wurde. So ergab es sich, dass die Ost-Süd-Relation bereits durchgehend war und die A 210 sowie der Mettenhofzubringer an diese noch angeschlossen werden mussten.
Einzeln betrachtet wurde die Verbindung der A 210 mit dem Mettenhofzubringer als unvollständiges Kleeblatt angelegt, die Verbindung dieser beiden Straßen mit der A 215 wiederum als vollständiges Dreieck.
Ein prinzipgleicher Knotenpunkt ist das Autobahnkreuz Wuppertal-Nord.

## Verkehrsaufkommen
Das Kreuz wird im Durchschnitt von täglich rund 69.000 Fahrzeugen befahren.
| Von                   | Nach                  | Durchschnittliche tägliche Verkehrsstärke | Durchschnittliche tägliche Verkehrsstärke | Durchschnittliche tägliche Verkehrsstärke | Anteil Schwerlastverkehr | Anteil Schwerlastverkehr | Anteil Schwerlastverkehr |
| Von                   | Nach                  | 2005                                      | 2010                                      | 2015                                      | 2005                     | 2010                     | 2015                     |
| --------------------- | --------------------- | ----------------------------------------- | ----------------------------------------- | ----------------------------------------- | ------------------------ | ------------------------ | ------------------------ |
| AS Melsdorf (A 210)   | AK Kiel-West          | 29.000                                    | 29.100                                    | 33.600                                    | 4,5 %                    | 4,3 %                    | 4,7 %                    |
| Mettenhofzubringer    | AK Kiel-West          | keine Daten                               | keine Daten                               | keine Daten                               | keine Daten              | keine Daten              | keine Daten              |
| AS Kiel-Mitte (A 215) | AK Kiel-West          | 63.600                                    | 63.500                                    | 68.300                                    | 4,7 %                    | 4,5 %                    | 4,4 %                    |
| AK Kiel-West          | AS Blumenthal (A 215) | 33.800                                    | 34.300                                    | 35.800                                    | 5,0 %                    | 5,0 %                    | 5,2 %                    |

## Anschlussstellen und Fahrbeziehungen
|                                      | Mettenhofzubringer ↓↓↑↑                         | Richtung Kiel (2) Kiel-Mitte ↓↓↑↑ |
| Richtung Rendsburg (6) Melsdorf ↓↓↑↑ |                                                 |                                   |
|                                      | ↓↓↑↑ (4) Blumenthal Richtung Bordesholm/Hamburg |                                   |